# Leucanopsis tanamo
Leucanopsis tanamo är en fjärilsart som beskrevs av William Schaus 1904. Leucanopsis tanamo ingår i släktet Leucanopsis och familjen björnspinnare. Inga underarter finns listade i Catalogue of Life.